# Красный Воин (Московская область)
Красный Воин — посёлок сельского типа в Московской области России. Входит в городской округ Солнечногорск. Население — 6 чел. (2010).

## География
Посёлок расположен на севере Московской области, в юго-восточной части Солнечногорского района, примерно в 22 км к юго-востоку от центра города Солнечногорска и 22 км к северо-западу от Московской кольцевой автодороги. Южнее посёлка проходит федеральная автодорога М10, севернее протекает река Клязьма.
В посёлке 4 улицы и 2 проезда, приписано дачное партнёрство. Связан прямым автобусным сообщением с городом Зеленоградом. Ближайшие населённые пункты — рабочий посёлок Менделеево, деревни Льялово и Чашниково.

## История
В конце 1965 года посёлок передан из Искровского сельсовета Солнечногорского района в административное подчинение рабочему посёлку Менделеево.
С 2005 до 2019 гг. посёлок входил в городское поселение Менделеево Солнечногорского муниципального района.
С 2019 года Красный Воин входит в городской округ Солнечногорск, в рамках администрации которого посёлок относится к территориальному управлению Ржавки-Менделеево.

## Население
| 2002 | 2010 |
| ---- | ---- |
| 0    | ↗6   |